# ألان هاولي
ألان هاولي (بالإنجليزية: Alan Hawley)‏ (7 يونيو 1946 في المملكة المتحدة - ) هو لاعب كرة قدم بريطاني في مركز الدفاع. لعب مع نادي برينتفورد ونادي فولهام ونادي ويمبلدون ونادي كينغستونيان ونادي ألدرشوت ونادي هيلينغدون بورو ووالتون وهرشام ‏ وLondon Rangers F.C. ‏.